# Klemens Budzowski
Klemens Budzowski – polski ekonomista,  doktor nauk ekonomicznych, były rektor Krakowskiej Akademii im. Andrzeja Frycza Modrzewskiego.

## Życiorys
W 1972 roku uzyskał tytuł magistra z ekonomii na Uniwersytecie Ekonomicznym w Krakowie. w 1979 roku otrzymał tytuł doktora nauk ekonomicznych na tej samej uczelni.
1 października 2019 został wybrany na rektora Krakowskiej Akademii im. Andrzeja Frycza Modrzewskiego, funkcję sprawował do listopada 2024 r..